# Aérodrome de Verdun - Sommedieue
L’aérodrome de Verdun - Sommedieue ou aérodrome Le Rozelier (code IATA : XVN • code OACI : LFGW) est un aérodrome civil, ouvert à la circulation aérienne publique (CAP), situé sur la commune de Sommedieue à 6,5 km au sud-est de Verdun dans la Meuse (région Lorraine, France). c'est une ancienne base d'hélicoptères de l'US Army jusqu'au retrait de la France du commandement intégré de l'OTAN. Certains pilotes résidaient sur la commune voisine d'Haudiomont.
Il est utilisé pour la pratique d’activités de loisirs et de tourisme (aviation légère).

## Installations
L’aérodrome dispose de deux pistes orientées est-ouest (10/28) :
- une piste bitumée longue de 1 110 mètres et large de 20 ;
- une piste en herbe longue de 600 mètres et large de 60.

L’aérodrome n’est pas contrôlé. Les communications s’effectuent en auto-information sur la fréquence de 125,250 MHz.
S’y ajoutent :
- des aires de stationnement ;
- des hangars ;
- une station d’avitaillement en carburant (100LL) ;
- un restaurant[2].

## Activités
- Aéroclub Robert Thiéry (ACRT), créé en 1945.